# 八月や六日九日十五日
「八月や六日九日十五日」（はちがつやむいかここのかじゅうごにち）は、「戦争を忘れないように」という気持ちを込めて詠まれたとされている、俳句の世界では「知られた一句」とされている句である。「不戦の気持ち」を詠んだ句として扱われることもある。過去に数々の俳人が詠んでおり、類似句が多数存在するため、詠み人知らずとして扱われていることが多い。

## 概要
この「六日九日十五日」は、1945年8月6日の広島市への原子爆弾投下（原爆忌）、同年8月9日の長崎市への原子爆弾投下（原爆忌）、同年8月15日の終戦の日の3つの出来事を詠んだとされている。
千葉市の元法務省職員である小林良作によれば、長崎県諫早市出身で、広島県尾道市で活動していた医師・諫見勝則が、1992年（平成4年）の夏に診察室のカレンダーを見ながら詠んだものが最初とされていたが、その16年前に小森白芒子が句集に収めたことが確認されている。
大分県宇佐市の海軍航空隊跡にある史跡「城井1号掩体壕」の平和記念碑にも、この句が記されている。

## 後世への影響
小池創造の書籍『信仰短言暁に翼をひろげ 2』では、8月9日の日曜学校で牧師先生が「八月や六日九日十五日」と、その意味について教える場面が登場している。
小林良作は、自身の所属していた『鴻』の大会作品に「八月や六日九日十五日」という句を出した際に、既に先人がいるということを知り、最初に「八月や六日九日十五日」という句を読んだ人を調べ上げた。2016年、小林良作は調査内容を2016年に雑誌『鴻』の1月号から5月号の中で発表し、後にその内容を2016年7月刊行の書籍『八月や六日九日十五日 追う』と、2018年7月刊行の書籍『『八月や六日九日十五日』のその後』にまとめている。